# Malaxidinae
Malaxidinae  è una sottotribù di piante angiosperme monocotiledoni appartenenti alla famiglia delle Orchidacee (sottofamiglia Epidendroideae).

## Etimologia
Il nome di questa sottotribù deriva dal genere Malaxis Sol. ex Sw. (1788). L'etimologia del nome deriva dal greco (malakos = tenero, soffice, leggero) e potrebbe riferirsi alla consistenza delle foglie di alcune specie del genere Malaxis. La denominazione è stata proposta dal botanico inglese John Lindley (1799 – 1865) nella pubblicazione “Collectanea Botanica” del 1826.

## Descrizione
I dati morfologici si riferiscono soprattutto alle specie europee e in particolare a quelle spontanee italiane.

La forma biologica prevalente di questa sottotribù è geofita rizomatosa (G rhiz), ossia sono piante perenni erbacee che portano le gemme in posizione sotterranea. Durante la stagione avversa non presentano organi aerei e le gemme si trovano in organi sotterranei chiamati rizomi; dei fusti sotterranei dai quali, ogni anno, si dipartono radici e fusti aerei. Le orchidee di questa tribù appartengono appartengono in egual misura sia al tipo di piante epifite in quanto si sviluppano ad esempio su tappeti di muschi e sfagni o nelle torbiere (ma anche in posizione aerea sui rami degli alberi per le specie tropicali), sia anche alla categoria di orchidee propriamente terrestri (soprattutto dei climi temperati). 

### Radici
Le radici sono secondarie (da rizoma) e quasi sempre sottili e fibrose; a volte sono pelose.

### Fusto
- Parte ipogea: la parte sotterranea del fusto può essere bulbosa o fibrosa. Tipicamente sono presenti due pseudobulbi; quello dell'anno precedente è avvolto nelle vecchie foglie basali. Questa parte è collegata al fusto aereo da un breve rizoma.
- Parte epigea: la parte aerea normalmente è semplice e glabra. Alla base può essere tunicata (ricoperta dalle foglie inferiori ridotte a guaine).

### Foglie
Le foglie sono poche in prevalenza basali a forma lanceolata-spatolata (sia strette che allargate) con apice appuntito e abbraccianti il fusto nella parte basale. Sono provviste di molte nervature parallele (foglie di tipo parallelinervie).  Secondo le varie specie, possono presentarsi in forme diverse: alcune sono ridotte a delle squame mentre quelle superiori (cauline) sono bratteiformi; in altri casi le foglie sono provviste di costolature (foglie plicate), mentre in altre ancora possono essere carenate solo al centro. All'apice delle foglie di alcune specie sono presenti dei bulbilli fertili. La forma delle foglie insieme al tipo di biologia della pianta (terrestre o epifita) sono elementi molto importanti per la classificazione tassonomica di questa tribù (vedi paragrafo “Filogenesi”).

### Infiorescenza
Le infiorescenze sono dei racemi terminali, di tipo spiciforme, sia lassi che multiflora (da pochi a oltre 160 fiori), in questo caso le infiorescenze sono a forma globulare quasi corimbosa o sub-ombrellata; in altre possono essere ramificate. I fiori nella maggioranza delle specie sono piccoli e partono all'ascella di brattee squamiformi con un breve pedicello glabro.  In questa tribù di orchidee alcune specie non hanno i fiori resupinati; in altre i fiori sono resupinati (ossia ruotati di 180°); in altre ancora presentano una doppia torsione per un totale di 360°, quindi il labello si trova nella posizione nativa (in alto). Questo strano fenomeno di pluri-torsione può essere spiegato pensando che nel corso del tempo insetti diversi possono essersi avvicendati sul fiore (per ogni insetto può essere stata vantaggiosa una posizione diversa del fiore). La resupinazione può avvenire sia per torsione dell'ovario che del peduncolo. Il colore dei fiori è vario: marrone, viola, verde, giallo, rosso, arancio o combinazioni di questi.

### Fiori
I fiori sono ermafroditi ed irregolarmente zigomorfi, pentaciclici (perigonio a 2 verticilli di tepali, 2 verticilli di stami (di cui uno solo fertile – essendo l'altro atrofizzato), 1 verticillo dello stilo).

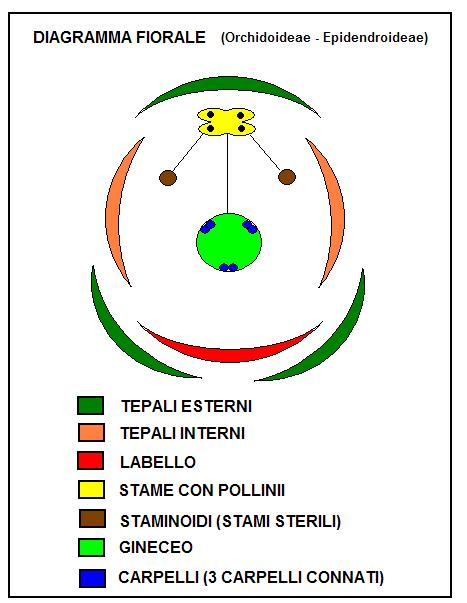
Diagramma fiorale

- Formula fiorale: per queste piante viene indicata la seguente formula fiorale:

X, P 3+3, [A 1, G (3)], infero, capsula
- Perigonio: il perigonio è composto da 2 verticilli con 3 tepali ciascuno; il primo verticillo (esterno) ha 3 tepali a forma più o meno lanceolata; nel secondo verticillo (interno) i due tepali laterali sono spesso simili a quelli esterni, mentre il tepalo centrale (chiamato “labello”) è molto diverso e in genere è più grande e vistoso (assolve alla funzione vessillifera). I tepali spesso sono conniventi in quanto tutti insieme formano un cappuccio a protezione degli organi di riproduzione.
- Labello: il labello è semplice (non diviso in due parti) ed è privo dello sperone. La forma in genere è ovata ed è più grande degli altri tepali. La parte terminale è intera o dentata (o tri-lobata) a seconda delle specie.  I margini possono essere increspati e rialzati.
- Ginostemio: lo stame con le rispettive antere (in realtà si tratta di una sola antera fertile biloculare gialla o verde) è concresciuto con lo stilo e forma una specie di organo colonnare chiamato ginostemio[8]. Nelle “liparidi” questo organo è trilobato, sottile e allungato; nelle altre specie è più semplice.  Degli stami (originariamente due verticilli con 6 stami totali, in seguito ridotti) solo 1 del verticillo esterno è fertile gli altri sono atrofizzati. Il polline è più o meno incoerente ed è conglutinato in masse cerose polliniche.
- Ovario: l'ovario è leggermente contorto, è infero e sessile, ed è formato da tre carpelli fusi insieme.

### Frutti
Il frutto è una capsula pedicellata con diverse coste (3 o 6) e deiscente per alcune di queste.  La capsula può essere alata e glabra. Al suo interno sono contenuti numerosi minutissimi semi piatti. Questi semi sono privi di endosperma e gli embrioni contenuti in essi sono poco differenziati in quanto formati da poche cellule. Queste piante vivono in stretta simbiosi con micorrize endotrofiche, questo significa che i semi possono svilupparsi solamente dopo essere infettati dalle spore di funghi micorrizici (infestazione di ife fungine). Questo meccanismo è necessario in quanto i semi da soli hanno poche sostanze di riserva per una germinazione in proprio.

## Biologia
La riproduzione di queste piante può avvenire in più modi: 
- per via sessuata grazie all'impollinazione degli insetti pronubi; ma la germinazione dei semi è condizionata dalla presenza di funghi specifici (i semi sono privi di albume – vedi sopra). È possibile anche una certa autoimpollinazione.
- per via vegetativa in quanto il rizoma possiede la funzione vegetativa per cui può emettere gemme avventizie capaci di generare nuovi individui.
- in alcuni casi è possibile anche la riproduzione per via asessuata con formazione di strutture denominate bulbilli che, staccandosi dalle foglie della pianta madre, garantiscono la propagazione[10].

## Distribuzione e habitat
La maggioranza di queste orchidee sono diffuse nei climi tropicali come quelli delle Indie Orientali, dei paesi Cino-meridionali e delle Filippine; dall'altra parte del globo si trovano nel Nord Americana (zone subtropicali), nel Brasile e nelle Indie Occidentali. 

In Europa e quindi in Italia sono presenti solo poche specie dei generi Liparis e Malaxis;  prediligono zone umide e in Italia vivono in prevalenza sull'arco alpino (zone orientali).

## Tassonomia
Le Orchidaceae sono una delle famiglie più vaste della divisione tassonomica delle Angiosperme; comprende 788 generi e più di 18 500 specie. Il Sistema Cronquist assegna la famiglia delle Orchidaceae all'ordine Orchidales mentre la moderna classificazione APG la colloca nel nuovo ordine delle Asparagales. Sempre in base alla classificazione APG sono cambiati anche i livelli superiori (vedi tabella iniziale).

### Filogenesi
La sottotribù delle Malaxidinae appartiene alla sottofamiglia Epidendroideae (una delle cinque sottofamiglie in cui è suddivisa la famiglia delle Orchidacee – si tratta del gruppo più numeroso con circa 4/5 delle specie dell'intera famiglia) che da un punto di vista filogenetico (insieme alla sottofamiglia delle Orchidoideae) rappresentano l'ultima fase dello sviluppo delle Orchidee. Insieme alla sottofamiglia più primitiva delle Vanilloideae (priva di pollinii) fanno parte del ben distinto clado delle “Monandrae” (vecchia definizione di sottofamiglia delle Orchidee) caratterizzato dalla presenza di un solo stame fertile. Mentre la presenza dell'antera inclinata sopra l'apice del ginostemio e provvista di becco è un carattere tipico delle Epidendroideae e quindi delle Malaxideae.
La struttura interna di questa sottotribù è stata analizzata in uno studio di tipo filogenetico di alcune sequenze molecolari di ben 71 taxa appartenenti alla tribù. I risultati ottenuti modificano, almeno in parte, la tradizionale classificazione di questa tribù in base ai soli dati morfologici che, secondo gli autori dello studio, “non riflettono la storia evolutiva di questi taxa”.
Di seguito viene indicata brevemente la nuova struttura della tribù:
- Clade delle specie terrestri;

- clade delle specie con foglie plicate (ripiegate più volte) (alcune specie dei generi Liparis e Malaxis);
- clade delle specie con foglie conduplicate o carenate (alcune specie dei generi Liparis e Malaxis);

- Clade delle specie epifite;

- clade monofiletico delle specie con foglie strettamente lanceolate (genere Oberonia);
- clade parafiletico delle specie con foglie conduplicate o carenate (alcune specie del genere Liparis)

- questo clade può essere suddiviso in almeno due ulteriori linee monofiletiche.

Sulla base di tali evidenze la nomenclatura all'interno di questa tribù andrebbe rivista (specialmente nei generi Malaxis e Liparis). Dalla stessa analisi si evidenzia anche un altro interessante fatto: tutte queste orchidee inizialmente erano epifite, solo in un secondo tempo alcune sono passate alle abitudini terrestri e questo sembra sia avvenuto una sola volta nel corso dell'evoluzione di questa tribù.
È ritenuta filogeneticamente molto vicina alla sottotribù delle Dendrobiinae, cui la accomuna la morfologia dei pollinii (con retinacoli nudi, ossia senza borsicole).
La struttura tassonomica presentata in questa sede è quella per il momento maggiormente accreditata sulla base delle evidenze filogenetiche come nello studio sopracitato e in altri.

### Generi
La sottotribù attualmente comprende i seguenti generi per un totale di oltre 1 200 specie:
- Alatiliparis Marg. & Szlach., 2001 (5 spp.)
- Crepidium Blume, 1825 (292 spp.)
- Crossoglossa Dressler & Dodson, 1993 (49 spp.)
- Crossoliparis Marg. (1 sp.)
- Dienia Lindl., 1824 (6 spp.)
- Hammarbya Kuntze, 1891 (1 sp.)
- Hippeophyllum Schltr., 1905 (10 spp.)
- Liparis Rich., 1817 (436 spp.)
- Malaxis Sol. ex Sw., 1788 (163 spp.)
- Oberonia Lindl., 1830 (278 spp.)
- Oberonioides Szlach., 1995 (2 spp.)
- Orestias Ridl., 1887 (4 spp.)
- Stichorkis Thouars, 1822 (21 spp.)
- Tamayorkis Szlach. (4 spp.)

### Alcune specie

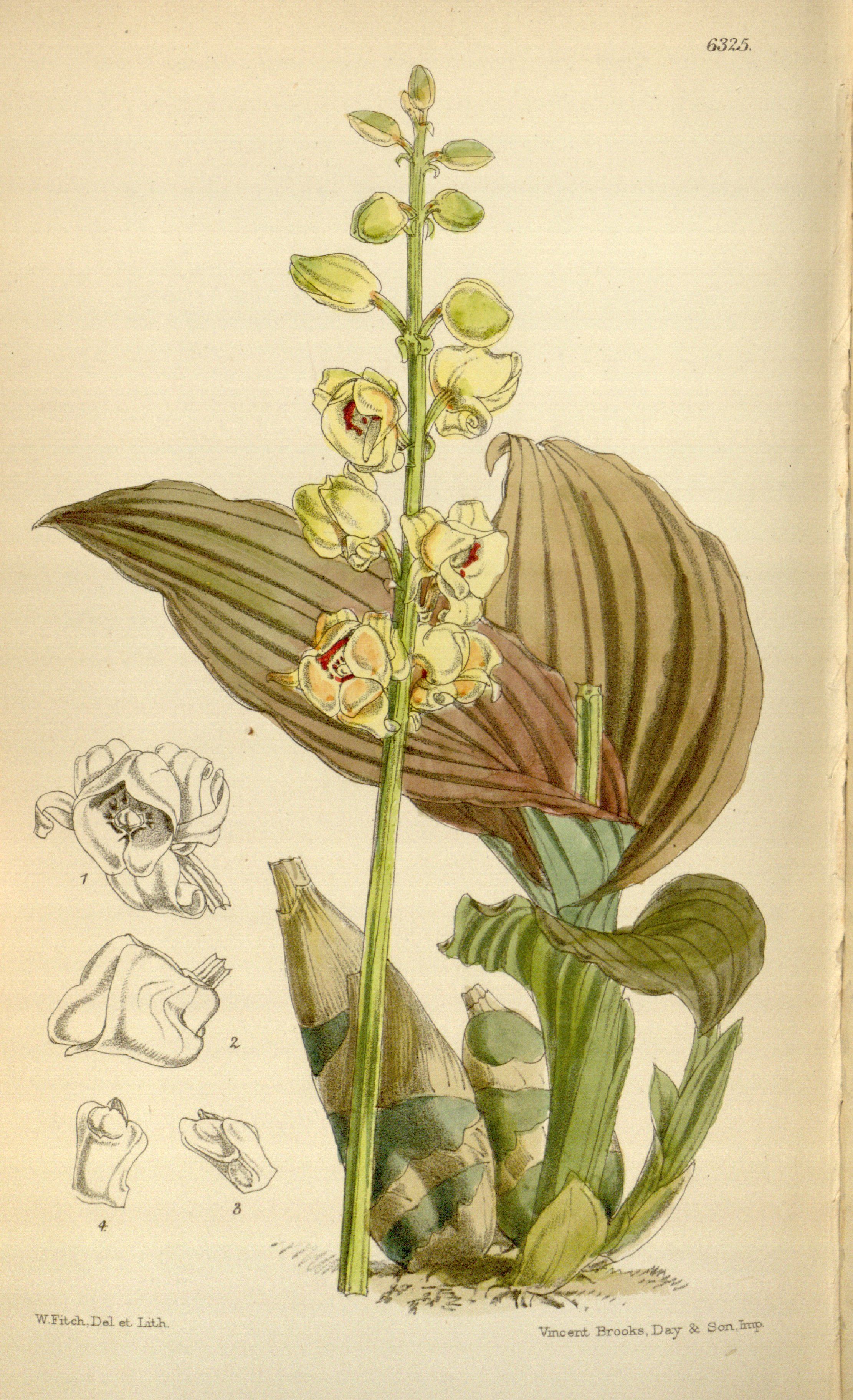
Crepidium josephianum
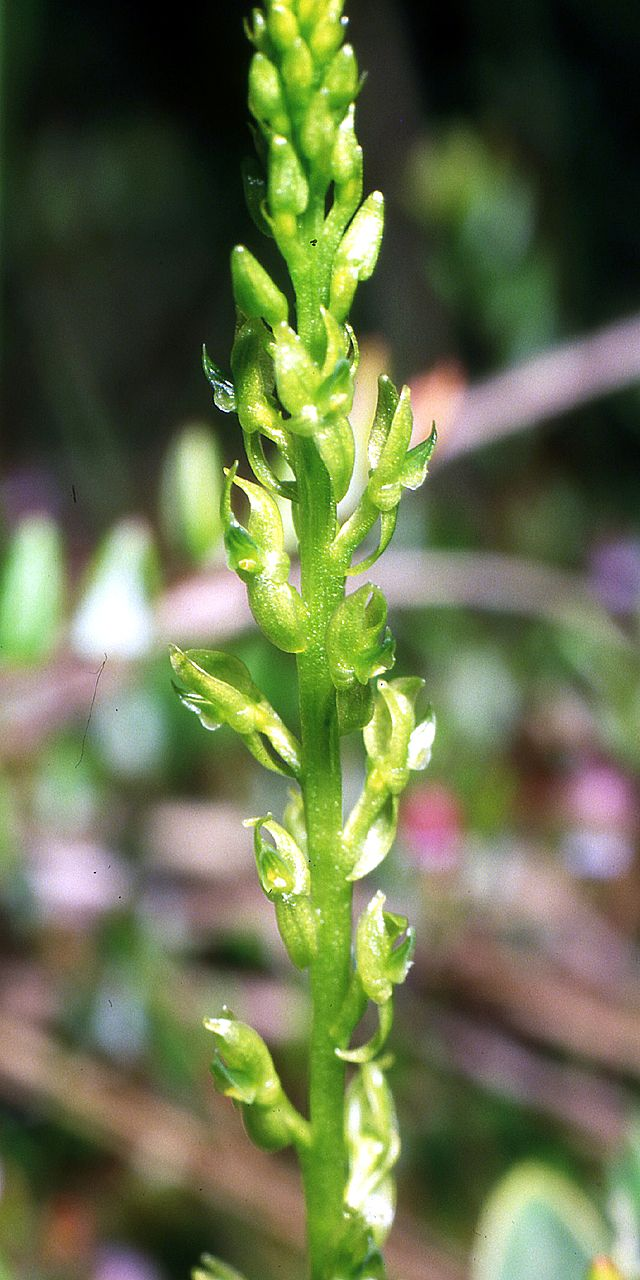
Malaxis paludosa
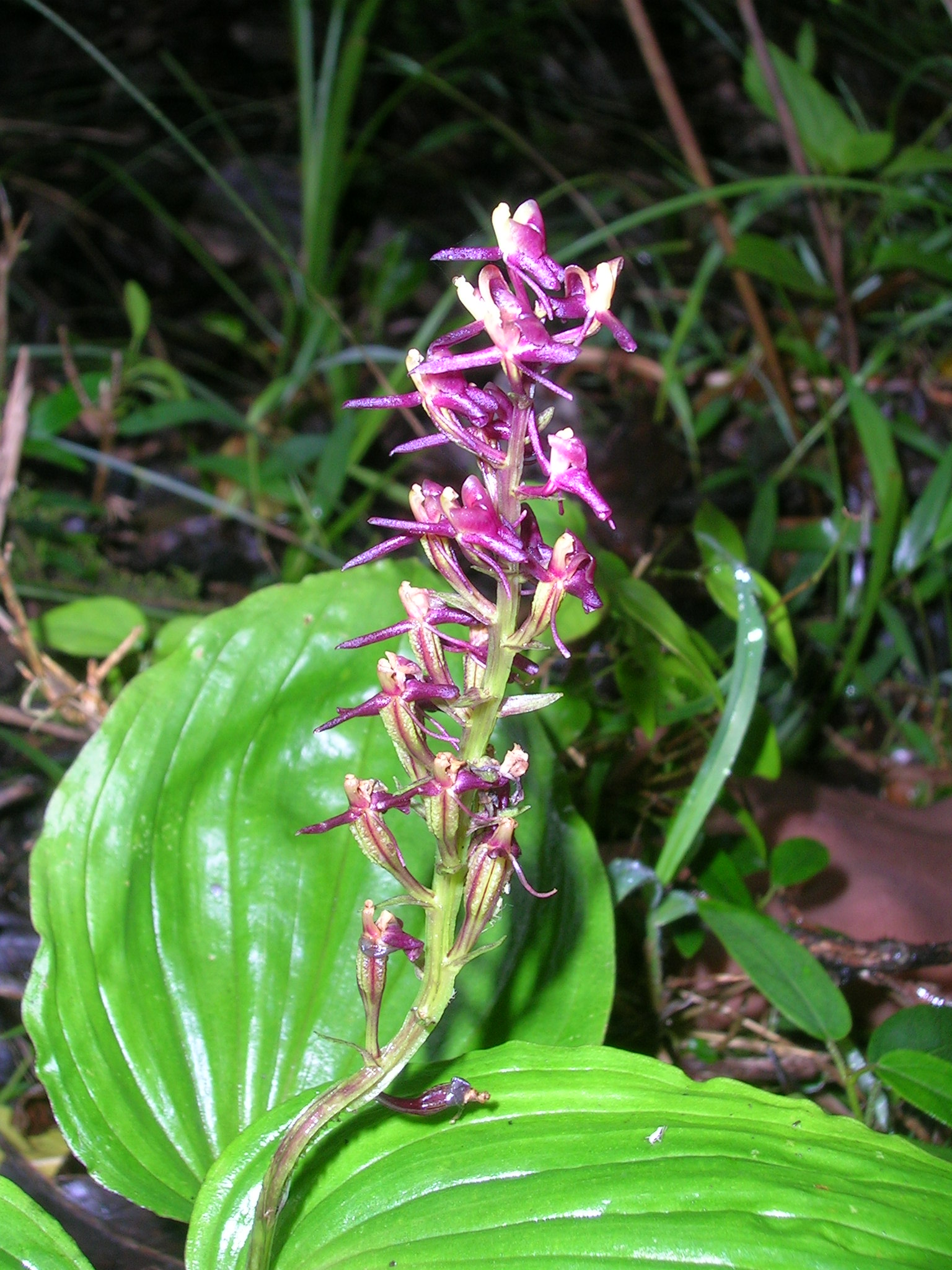
Malaxis densiflora
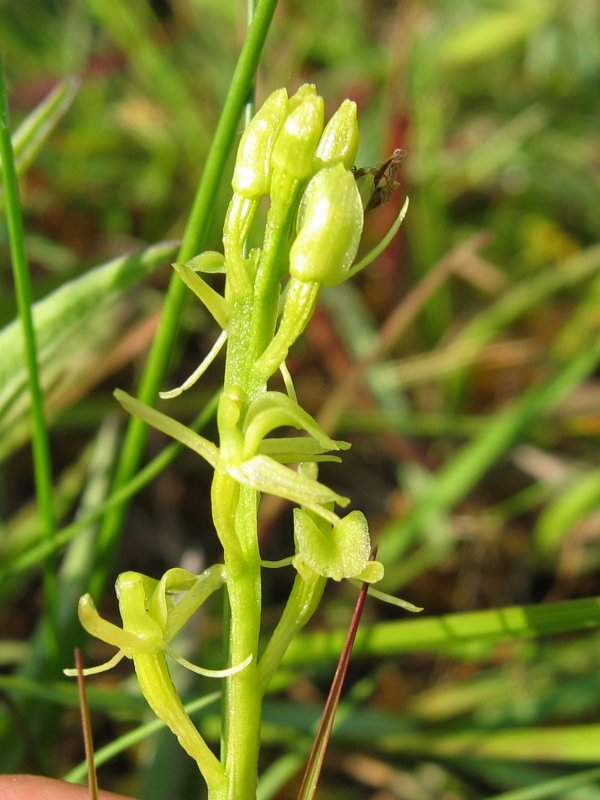
Liparis loeselii